# Đỗ Thị Minh
Đỗ Thị Minh (sinh ngày 3 tháng 8 năm 1988) là vận động viên bóng chuyền nữ Việt Nam. là chủ công vào loại thấp nhất của các lứa ĐTQG nữ lâu nay, chỉ với 1m74, một mức dưới chuẩn xa của ngay bóng chuyền Việt Nam chứ chưa nói đến quốc tế. Chính vì thế nên khi cô bé 14 tuổi quê Hà Nam lặn lội lên Hà Nội ứng tuyển vào "nôi" Thông tin đã bị lắc đầu ngay bởi thiếu tới 3 cm so với định mức tối thiểu 1m65 của tuyến trẻ.
Các nhà tuyển trạch còn ngán ngẩm hơn bởi chân cô cũng rất ngắn, lại càng không tương xứng với cân nặng, có nghĩa là theo dự báo bình thường chị sẽ không phát triển được chiều cao. Tưởng như bị loại chắc, song thật may mắn cho Minh khi một huấn luyện viên đã đặc biệt chú ý tới một đặc điểm dị thường của thiếu nữ này: sải tay rất dài, nhất là đối sánh với các chỉ số của lưng, chân. Nhờ thế, Minh được tạm giữ lại để hậu xét xem thế nào.
Mất đúng 3 năm, giữa một rừng các ứng viên, chủ công tuổi 17 đã "chen" được vào đội hình chính của CLB ngành Thông tin quân đội. Thêm một năm nữa, chị thẳng tiến vào ĐTQG.
Chỉ cao có 1m74 song tầm bật của Minh đạt tới 3m00 - điều mà chỉ đàn chị Bùi Thị Huệ sánh được. Đồng thời sải tay dài, với cái cổ tay khoẻ và khéo đã giúp chị mỗi lần vung tay lên đập như thể cánh cung găm thẳng bóng xuống phần sân đối phương.
Suốt thời gian ở tuyển quốc gia, Đỗ Thị Minh cùng em họ Phạm Thị Yến đã luôn là một cặp chủ công.
Tại bất cứ giải đấu nào của CLB cũng như ĐTQG, Minh luôn đóng vai một "máy ghi điểm". Trận nào ít cũng góp 15 điểm, còn nhiều lên tới 25-30 điểm .